# Аа, Карл Вильгельм фон дер
Карл Вильгельм фон дер Аа (нем. Karl Wilhelm von der Aa; 7 января 1876, Гамбург — 1 января 1937, Лейпциг) — немецкий преподаватель экономики, профессор, глава городского совета Баутцена, ректор лейпцигской «Handelshochschule» (1924—1926).

## Биография
Карл Вильгельм фон дер Аа родился 7 января 1876 года в Гамбурге в семье портного; после смерти своего отца в 1883 году он провёл своё детство и юность у родственников в Эзенсе. Здесь он посещал школу «Rektorschule», брал частные уроки и, в итоге, в 1896 году закончил педагогический колледж (Lehrerseminar) в Нортхайме — учебный центр, занимавшийся подготовкой будущих учителей начальной школы. Первой работой фон дер Аа была должность учителя начальной школы в Лангенхольтенсене, а затем — аналогичная позиция в школе «Bürgerschule» в Нортхайме. В 1898 году он был переведён в коммерческую школу (Kaufmännische Schule) в Гёттингене, где стал помощником учителя — читал лекции по экономике.
В 1900 году Карл Аа стал профессором Торгового отдела в школе в Гнезно; спустя три года, в 1904, он покинул данный пост, чтобы окончить обучение и сдать экзамен в лейпцигской «Handelshochschule». В 1903 году он стал членом студенческого братства «Hermunduria Leipzig». В 1905 году фон дер Аа стал директором торговой школы в Касселе, а в 1911 — директором Муниципального высшего коммерческого института (Städtischen Höheren Handelslehranstalt) в Баутцене. С 1919 по 1922 год он одновременно возглавлял городской совет Баутцена; в 1920 году ему было присвоено звание профессора.
Когда сенат лейпцигской «Handelshochschule» в 1922 году принял решение создать кафедру для подготовки профессиональных учителей в Германии, выбор пал на Карла фон дер Аа как на главу нового учреждения. Данный пост он занимал с 1923 года до своей смерти в 1937; с 1924 по 1926 год он также являлся ректором колледжа.
До 1933 года Карл фон дер Аа состоял членом Немецкой народной партии; кроме того он являлся членом Международного общества коммерческого образования (Internationalen Gesellschaft für kaufmännisches Bildungswesen) и членом Германской ассоциации коммерческого образования (Deutschen Verbandes für das kaufmännische Bildungswesen). 11 ноября 1933 года Карл Аа был среди более 900 учёных и преподавателей немецких университетов и вузов, подписавших «Заявление профессоров о поддержке Адольфа Гитлера и национал-социалистического государства». Карл Вильгельм фон дер Аа также состоял в масонской ложе «Zur Mörgenröte».
Умер 1 января 1937 года в Лейпциге.

## Работы
Карл фон дер Аа написал несколько учебников по экономике и экономической географии. Его учебник «Люди, пространство, экономика» (Volk, Raum, Wirtschaft) переиздавался восемнадцать раз (к 1945 году), а его учебник «Коммерческая переписка с заказчиками» (Lehrbuch des kaufmännischen Schriftverkehrs mit Vertragskunde) выдержал к 1944 году семь изданий:
- Volk, Raum, Wirtschaft / Aa, Karl von der. — Leipzig : Teubner, 1943, 18. überarb. Aufl.
- Lehrbuch des kaufmännischen Schriftverkehrs mit Vertragskunde / Aa, Karl von der. — Stuttgart : C. E. Poeschel, 1930.

## Семья
18 июля 1901 года Карл Вильгельм фон дер Аа женился на Анне Вассманн (Anna Wassmann) из Лангенхольтенсена.